# Сокол (Пермский район)
Сокол — посёлок в Пермском районе Пермского края. Входит в состав Савинского сельского поселения.

## История и география
В июле 1952 года в Перми формируется 87-я истребительная авиационная дивизия ПВО. В том же 1952 году начинается возведение военного городка примерно в 30 км от центра города. Строящийся посёлок получает первоначальное название «Гарнизон». В 1965 году он получил современное название «Сокол». Военный городок постепенно расширялся, а его население росло. До марта 2013 года посёлок был административным центром Соколовского сельского поселения, которое состояло из одного населённого пункта.
С северо-запада к посёлку непосредственно примыкает аэропорт Большое Савино.

## Население
| 2010 | 2012  | 2013  | 2021  |
| ---- | ----- | ----- | ----- |
| 1674 | ↗1705 | ↘1688 | ↘1254 |

## Улицы
- Аэропорт Большое Савино тер.
- Космонавтов ш.
- Самолетная ул.

## Топографические карты
- Лист карты O-40-77 Юг. Масштаб: 1 : 100 000. Состояние местности на 1983 год. Издание 1985 г.